# Aeromot AMT-200 Super Ximango
Aeromot AMT-200 Super Ximango là một loại tàu lượn có động cơ của Brazil, được phát triển từ loại AMT-100 Ximango nhưng lắp động cơ Rotax 912.

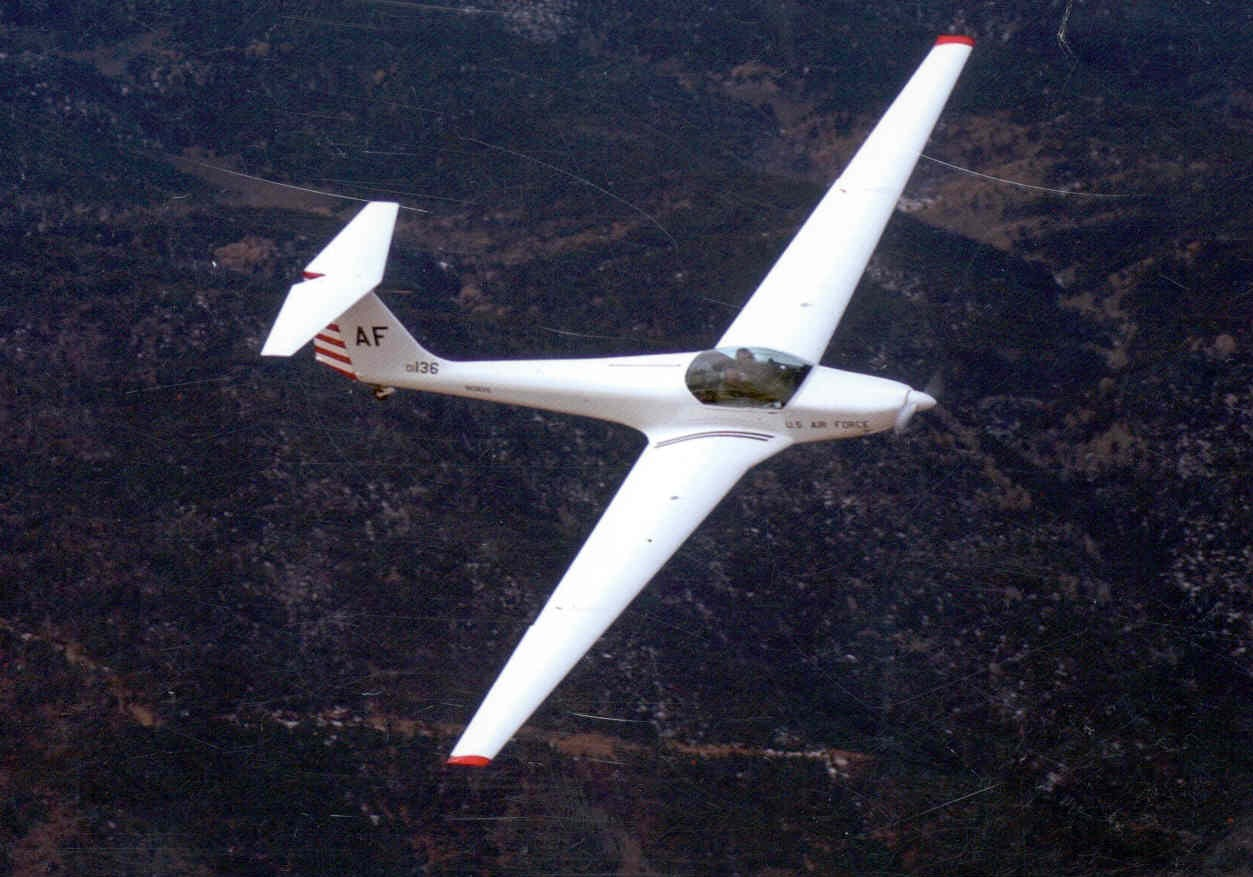
TG-14A

## Biến thể
- AMT-200
- AMT-200S
- AMT-200SO

## Quốc gia sử dụng
Hoa Kỳ
- Không quân Hoa Kỳ sử dụng với tên TG-14.

 Brasil
- Quân cảnh Paraná State

 Cộng hòa Dominica
- Không quân Dominica

## Tính năng kỹ chiến thuật
Dữ liệu lấy từ Taylor
Đặc tính tổng quan
- Kíp lái: 2
- Chiều dài: 8,05 m (26 ft 5 in)
- Sải cánh: 17,47 m (57 ft 4 in)
- Diện tích cánh: 18,7 m2 (201 foot vuông)
- Tỉ số mặt cắt: 16
- Trọng lượng rỗng: 605 kg (1.334 lb)
- Trọng lượng cất cánh tối đa: 805 kg (1.775 lb)
- Động cơ: 1 × Rotax 912 , 60 kW (80 hp)

Hiệu suất bay
- Vận tốc hành trình: 205 km/h (127 mph; 111 kn)
- Vận tốc tắt ngưỡng: 76 km/h (47 mph; 41 kn)
- Tốc độ không vượt quá: 245 km/h (152 mph; 132 kn)
- Hệ số bay lướt dài cực đại: 31